# DC Legends
DC Legends è un videogioco di ruolo strategico a turni sviluppato dalla WB Games San Francisco e distribuito da Warner Bros. Interactive Entertainment e DC Entertainment per dispositivi mobili con sistema operativo Android e iOS. Il gioco, annunciato nell'ottobre 2016, è uscito il 3 novembre 2016 a livello internazionale.

## Trama
Quando la profezia di La notte più profonda si abbatte sulla Terra, Nekron, insieme ai Manhunters, torna a spadroneggiare sul pianeta. La Justice League, unita agli acerrimi nemici di sempre, dovrà sconfiggere Nekron per riportare la pace sulla Terra.

### Personaggi
Nel videogioco è possibile utilizzare tutti i personaggi maggiori creati dalla DC Comics, siano essi eroi o cattivi. Pre-registrandosi al gioco era possibile sbloccare Wonder Woman all'uscita del videogioco.